# Грудина Дмитро Якимович
Дмитро Якимович Грудина (1893, Ніжин — 25 жовтня 1937, Київ) — український політик лівого спрямування, член Української Центральної Ради, театральний критик, історик театру, письменник, актор, автор статей з теорії мистецтва, посібника з історії мистецтва, ректор Харківського музично‑драматичного інституту (1927—1934), репресований.

## Біографія
Закінчив Ніжинське училище у 1905 до Києва. З 1916 грав у аматорських трупах Ніжина разом з Марією Заньковецькою. Виступав у трупі Миколи Садовського та Народному театрі («Троїцький дім») у Києві.
1913 вступив до РСДРП. Того ж року був заарештований і ув'язнений за антиурядову агітацію (розповсюджував прокламації комітету Київської організації РСДРП у зв'язку зі «справою Бейліса» у Києві).
У 1917—1918 роках член Центральної Ради (від УСДРП). 1920 року Дмитро Грудина вступає до УКП (Українська комуністична партія).
З 1921 року — режисер і актор Харківського театру імені Шевченка. З 1923 року у Харкові співпрацює з Сергієм Пилипенком, Василем Елланом-Блакитним. Був редактором газети «Селянська правда» (1924), головою Всеукраїнського комітету Спілки працівників мистецтва (1928–1930)
Секретар літературного об'єднання «Плуг» (1930–1932).
Виступав із критикою Леся Курбаса («Декларація і маніфест», 1933; «Против "курбасовщины" в театре», 1934). Збирав матеріали до історії театру в Україні. Друкувався в журналах «Мистецька трибуна», «Сільський театр», «Театр», «Культробітник». 1936 написав кіносценарій «Наталка Полтавка», який за політ. мотивами був заборонений. 20 травня 1937 викрадений органами НКВД як один із керівників націоналістичної організації «Спілка націонал-демократів України». Убитий у тюрмі.

## Пам'ять
У 2021 його доля представлена на фотодокументальній виставці про репресованих театральних діячів «Імена, викреслені з афіш», що експонується при вході на територію Національного історико-меморіального заповідника «Биківнянські могили».